# Kroatische Badminton-Mannschaftsmeisterschaft
Kroatische Badminton-Mannschaftsmeisterschaften werden seit 1994 ausgetragen. Bis 2011 wurden die Titelträger in gemischten Mannschaften ermittelt, 2012 erstmals getrennt für Herren- und Damenteams.

## Titelträger gemischte Mannschaften
| Saison    | Sieger                  |
| --------- | ----------------------- |
| 1994      | Zagreb B. S. N.         |
| 1995      | B. K. Stella Zagreb     |
| 1996      | B. K. Stella Zagreb     |
| 1997      | B. K. Stella Zagreb     |
| 1998      | B. K. Zagreb Maksimir   |
| 1999      | B. K. Stella Zagreb     |
| 2000      | B. K. Zagreb Maksimir   |
| 2001      | B. K. Stella Zagreb     |
| 2002      | B. K. Zagreb Maksimir   |
| 2003      | B. K. Purger Zagreb     |
| 2004      | B. K. Purger Zagreb     |
| 2005 2006 | nicht ausgetragen       |
| 2007      | B. K. Stella Zagreb     |
| 2008      | B. K. Medvedgrad Zagreb |
| 2009      | B. K. Medvedgrad Zagreb |
| 2010      | B. K. Medvedgrad Zagreb |
| 2011      | B. K. Stella Zagreb     |
| 2012 2014 | nicht ausgetragen       |
| 2015      | B. K. Medvedgrad Zagreb |
| 2016      | B. K. Medvedgrad Zagreb |
| 2017      | B. K. Medvedgrad Zagreb |
| 2018      | B. K. Medvedgrad Zagreb |
| 2019      | B. K. Medvedgrad Zagreb |
| 2020 2021 | nicht ausgetragen       |

## Titelträger Damen- und Herrenteams
| Saison | Herrenteam              | Damenteam               |
| ------ | ----------------------- | ----------------------- |
| 2012   | B. K. Medvedgrad Zagreb | B. K. Medvedgrad Zagreb |